# Olympische Sommerspiele 1976/Teilnehmer (Monaco)
| Gelbes Symbol für Goldmedaillen mit stilisierten Olympischen Ringen | Graues Symbol für Silbermedaillen mit stilisierten Olympischen Ringen | Braundes Symbol für Bronzemedaillen mit stilisierten Olympischen Ringen |
| ------------------------------------------------------------------- | --------------------------------------------------------------------- | ----------------------------------------------------------------------- |
| —                                                                   | —                                                                     | —                                                                       |

Monaco nahm an den Olympischen Sommerspielen 1976 in Montreal, Kanada, mit einer Delegation von 8 Sportlern teil.
Fahnenträger bei der Eröffnungsfeier war der ehemalige Schütze Francis Boisson.

## Teilnehmer nach Sportarten

### Schießen
- Joe Barral
Kleinkaliber liegend: 60. Platz

- Pierre Boisson
Kleinkaliber liegend: 64. Platz

- Paul Cerutti
Trap: Disqualifikation

- Marcel Rué
Trap: 42. Platz

### Schwimmen
- Patrick Novaretti
200 Meter Freistil: Vorläufe
400 Meter Freistil: Vorläufe
400 Meter Lagen: Disqualifikation im Vorlauf

### Segeln
- Gérard Battaglia
Soling: 23. Platz

- Jean-Pierre Borro
Soling: 23. Platz

- Claude Rossi
Soling: 23. Platz